# Coloeus
A Coloeus a madarak (Aves) osztályának verébalakúak (Passeriformes) rendjébe, ezen belül a varjúfélék (Corvidae) családjába tartozó nem.

## Rendszerezés
A nembe az alábbi 2 faj tartozik:
- örvös csóka (Coloeus dauuricus) (Pallas, 1776)
- csóka (Coloeus monedula) (Linnaeus, 1758)

Az idetartozó fajokat korábban a Corvus nevű madárnembe sorolták be, de mint a Coloeus alnem részeként.
2005-ben, Pamela Cecile Rasmussen amerikai ornitológus a „Birds of South Asia: The Ripley Guide” című művében Johann Jakob Kaup német természettudóst követve visszaállította a Coloeus taxont nemi szintre. Rasmussen újrarendszerezését 1982-ben, megelőzte egy másik ornitológus, a német Hans Edmund Wolters. A 2007-ben végzett DNS-vizsgálat, melynek keretében néhány Corvus-faj mitokondriumának egy bizonyos részét kutatták egy pontosabb családfa megalkotásának érdekében; arra az eredményre jutott, hogy a csóka és a kelet-ázsiai örvös csóka nagyon közeli rokonai egymásnak és ketten a Corvus nemen belül egy külön bazális, azaz alapi kládot alkotnak. Ennek következtében az Ornitológusok Nemzetközi Kongresszusa (International Ornithological Congress) hivatalosan felvette a listájára a Coloeus monedula és Coloeus dauuricus taxonokat.
E két madárfajnak a Corvus nembéli leválasztásával, eddig nem mindenki ért egyet, még a Természetvédelmi Világszövetség (IUCN) sem.

## Fordítás
- Ez a szócikk részben vagy egészben  a   Coloeus című angol Wikipédia-szócikk ezen változatának fordításán alapul.  Az eredeti cikk szerkesztőit annak laptörténete sorolja fel. Ez a jelzés csupán a megfogalmazás eredetét és a szerzői jogokat jelzi, nem szolgál a cikkben szereplő információk forrásmegjelöléseként.